# Bancuyo
Bancuyo (Bancuyo Island) es una isla situada en Filipinas, adyacente a la de Mindanao. Corresponde al término municipal de Dapa perteneciente a  la provincia de Surigao del Norte situada en la Región Administrativa de Caraga, también denominada Región XIII.

## Geografía
Isla menor situada entre las de Bucas del Este y Siargao, en el canal de Dapa, que separa las islas de Sirgao, municipios de Del Carmen y Dapa, de la de Bucas del Este. 
Frente a la isla de Mindanao, municipio de Claver, al otro extremo del estrecho de Hinatuán (Hinatuan Passage). 
Al este se encuentra el mar de Filipinas y al oeste el seno de Dinagat.

## Localidades
Administrativamente forma parte del barrio de Bagakay situado en la isla Bucas del Este.